# William Nelson Runyon
William Nelson Runyon, född 5 mars 1871, död 9 november 1931, var en amerikansk politiker som var guvernör i New Jersey från 1919 till 1920.

## Biografi

### Privatliv
Runyon föddes i Plainfield, New Jersey. Han var advokat.
Han avled den 9 november 1931 vid 60 års ålder och begravdes på Hillside Cemetery, Scotch Plains, New Jersey.

### Karriär
Runyon var medlem av Republikanerna. Han var ledamot i New Jerseys representanthus från Union County, New Jersey, från 1915 till 1917 och senaten från Union County från 1918 till 1922.
Han var tillförordnad guvernör i New Jersey från den 16 maj 1919 till den 13 januari 1920, sedan guvernör Walter Evans Edge avgått för att bli amerikansk senator. Han förlorade i Republikanernas primärval om kandidaturen till guvernörsposten 1919.
Runyon var delegat till Republikanernas nationella konvent 1920 från New Jersey. Han var partiets kandidat i guvernörsvalet 1922, men förlorade valet till George S. Silzer.
Runyon utnämndes till domare för den federala domstolen för distriktet New Jersey 1923, där han tjänstgjorde till 1931.